# Alex & Co. – We Are One
Alex & Co. – We Are One ist der erste Soundtrack zur gleichnamigen Fernsehserie. Die meisten Songs sind auch in verschiedenen Episoden der Serie zu hören.

## Hintergrund
Das Album wurde von Daniele Coro produziert. Die Lieder stammen von verschiedenen Liedtextern, wie Federica Camba und Daniele Coro (Incredibile), Enrico Sibilla (Music Speaks, All The While, Unbelievable, We Are One und Likewise, die Musik der Lieder wurden komponiert von Federica Camba und Daniele Coro) und Gaetano Cappa (Truth or Dare und Oh My Gloss!, wobei letzteres zusammen mit Salva Iorio entstand).
In den Monaten vor der Veröffentlichung des Albums am 29. Januar 2016 in Italien, erscheinen die beiden Lieder Music Speaks am 27. Juni 2015 und We Are One am 30. November 2015 als Single. Am 31. Januar 2016 erschien das Lied Incredibile als Single.

## Veröffentlichung
In Italien wurde der Soundtrack am 29. Januar 2016 veröffentlicht. In Deutschland ist eine Veröffentlichung momentan nicht geplant.

## Kommerzieller Erfolg
Am Tag seiner Veröffentlichung konnte sich das Album auf dem 12. Platz der italienischen iTunes-Charts platzieren. Seine Höchstplatzierung von 10 erreichte das Album am 2. Februar 2016.

## Trackliste
| Nr. | Titel                                               | Interpret/en                                                                         | Länge | Ref.  |
| --- | --------------------------------------------------- | ------------------------------------------------------------------------------------ | ----- | ----- |
| 1   | Music Speaks                                        | Leonardo Cecchi, Beatrice Vendramin, Eleonora Gaggero, Saul Nanni und Federico Russo | 3:06  | [ 4 ] |
| 2   | All the While                                       | Leonardo Cecchi und Eleonora Gaggero                                                 | 3:34  | [ 4 ] |
| 3   | Unbelievable                                        | Leonardo Cecchi, Beatrice Vendramin, Eleonora Gaggero, Saul Nanni und Federico Russo | 3:55  | [ 4 ] |
| 4   | Truth or Dare                                       | Leonardo Cecchi, Beatrice Vendramin, Eleonora Gaggero, Saul Nanni und Federico Russo | 3:12  | [ 4 ] |
| 5   | We Are One                                          | Leonardo Cecchi, Beatrice Vendramin, Eleonora Gaggero, Saul Nanni und Federico Russo | 3:32  | [ 4 ] |
| 6   | Likewise                                            | Federico Russo und Giulia Guerrini                                                   | 3:47  | [ 4 ] |
| 7   | Oh My Gloss!                                        | Lucrezia Di Michele, Giulia Guerrini und Asia Corvino                                | 3:23  | [ 4 ] |
| 8   | Incredibile (italienische Version von Unbelievable) | Leonardo Cecchi und Beatrice Vendramin                                               | 3:55  | [ 4 ] |
| 9   | Music Speaks Remix                                  | Leonardo Cecchi, Beatrice Vendramin, Eleonora Gaggero, Saul Nanni und Federico Russo | 3:33  | [ 4 ] |
| 10  | Wake Up (Bonus-Track)                               | The Vamps                                                                            | 3:13  | [ 4 ] |